# 科尼鎮區 (阿肯色州尤寧縣)
科尼鎮區（英語：Cornie Township）是位於美國阿肯色州尤寧縣的一個行政鎮區。

## 地方資料
科尼鎮區的面積為140.30平方千米，當中陸地面積為104.24平方千米，而水域面積為0.06平方千米。根據2010年美國人口普查的數據，當地共有人口488人，而人口密度為每平方千米3.48人。